# آیتراخ
ایتراچ (به آلمانی: Aitrach) یک شهرداری در آلمان است که در بادن-وورتمبرگ واقع شده‌است.

## خصوصیات
ایتراچ ۳۰٫۲۰ کیلومترمربع مساحت دارد ۵۹۶ متر بالاتر از سطح دریا واقع شده‌است.